# Саргая (Бурзянський район)
Саргая́ (рос. Саргая, башк. Һарғая) — присілок у складі Бурзянського району Башкортостану, Росія. Входить до складу Кулганінської сільської ради.
До 21 жовтня 1998 року присілок входив до складу Кипчацької сільради.
Населення — 146 осіб (2010; 168 в 2002).
Національний склад:
- башкири — 92%